# Peridontodesmus flagellatus
Peridontodesmus flagellatus är en mångfotingart som beskrevs av Pocock 1909. Peridontodesmus flagellatus ingår i släktet Peridontodesmus och familjen Cryptodesmidae. Inga underarter finns listade i Catalogue of Life.